# Myrmecaelurus ghigii
Myrmecaelurus ghigii är en insektsart som beskrevs av Navás 1929. Myrmecaelurus ghigii ingår i släktet Myrmecaelurus och familjen myrlejonsländor. Inga underarter finns listade i Catalogue of Life.